# NGC 3169
NGC 3169 is een spiraalvormig sterrenstelsel in het sterrenbeeld Sextant. Het hemelobject werd op 19 december 1783 ontdekt door de Duits-Britse astronoom William Herschel.

## Synoniemen
- UGC 5525
- MCG 1-26-26
- ZWG 36.66
- KCPG 228B
- IRAS10116+0342
- PGC 29855